# 宇部伊佐専用道路

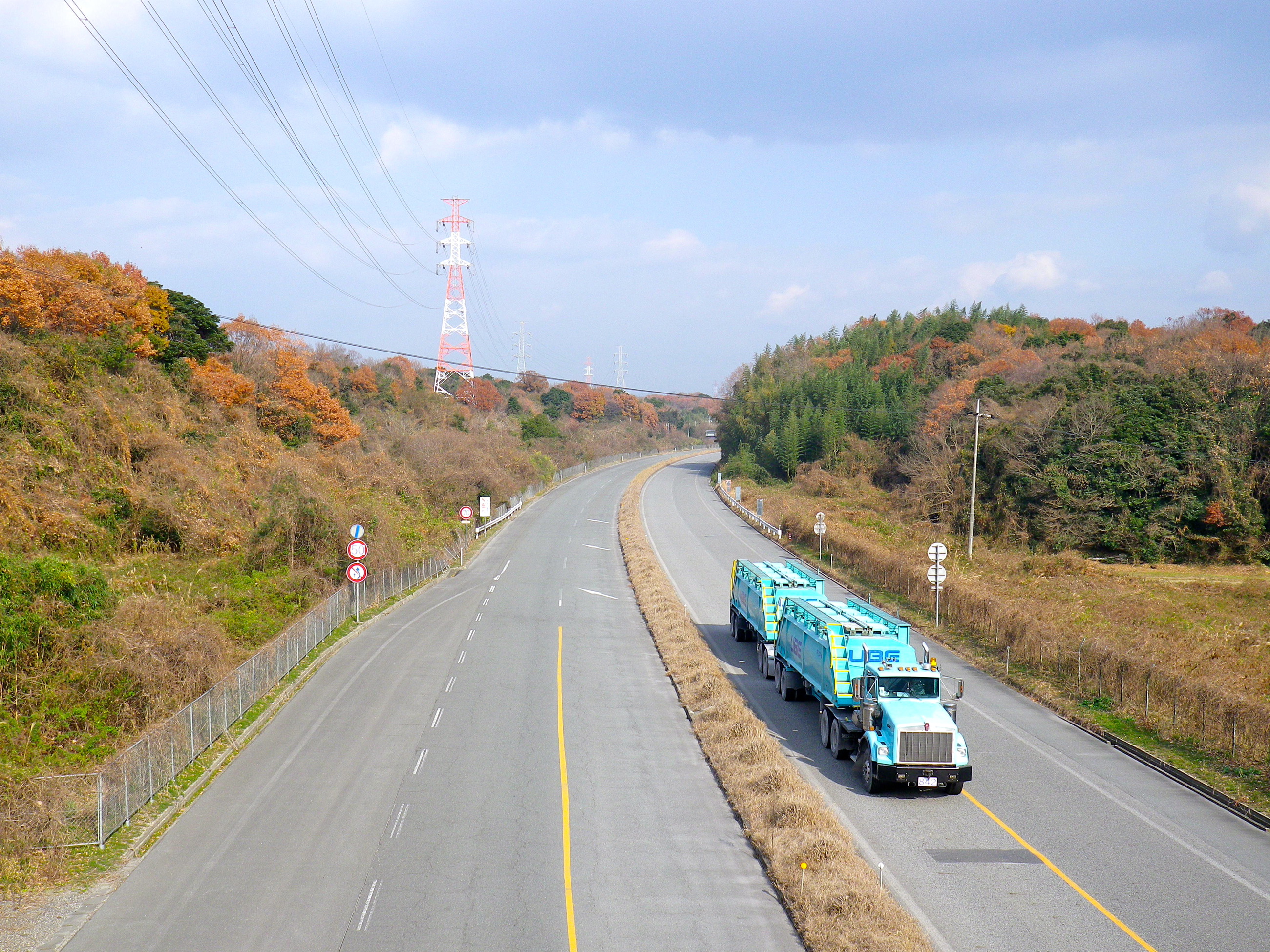
宇部市東須恵付近（美祢方面）（2011年）。2013年以降は右側の2車線が宇部湾岸道路 東須恵ICのランプに転用されている。

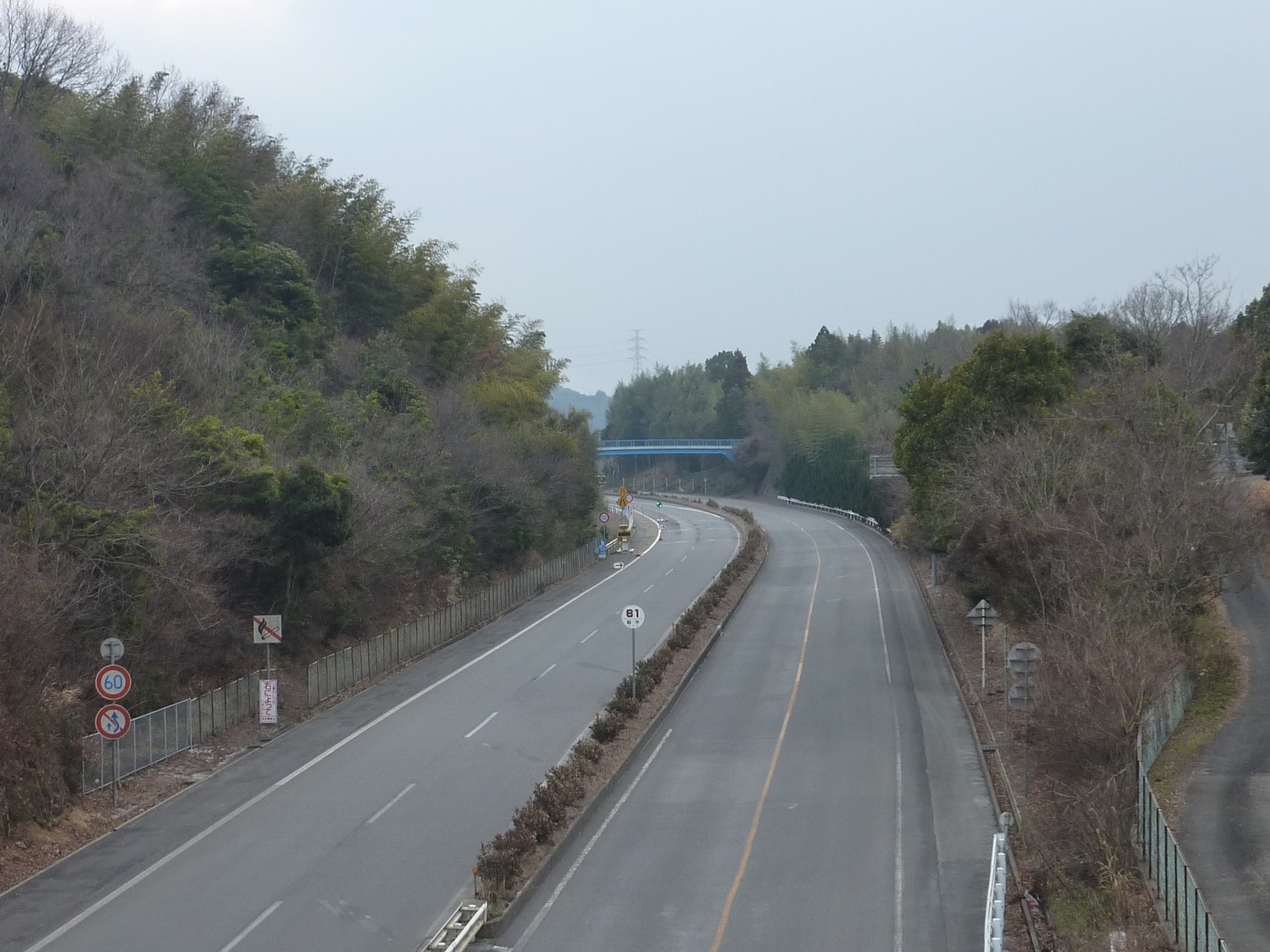
宇部市船木付近（宇部方面）（2011年）。

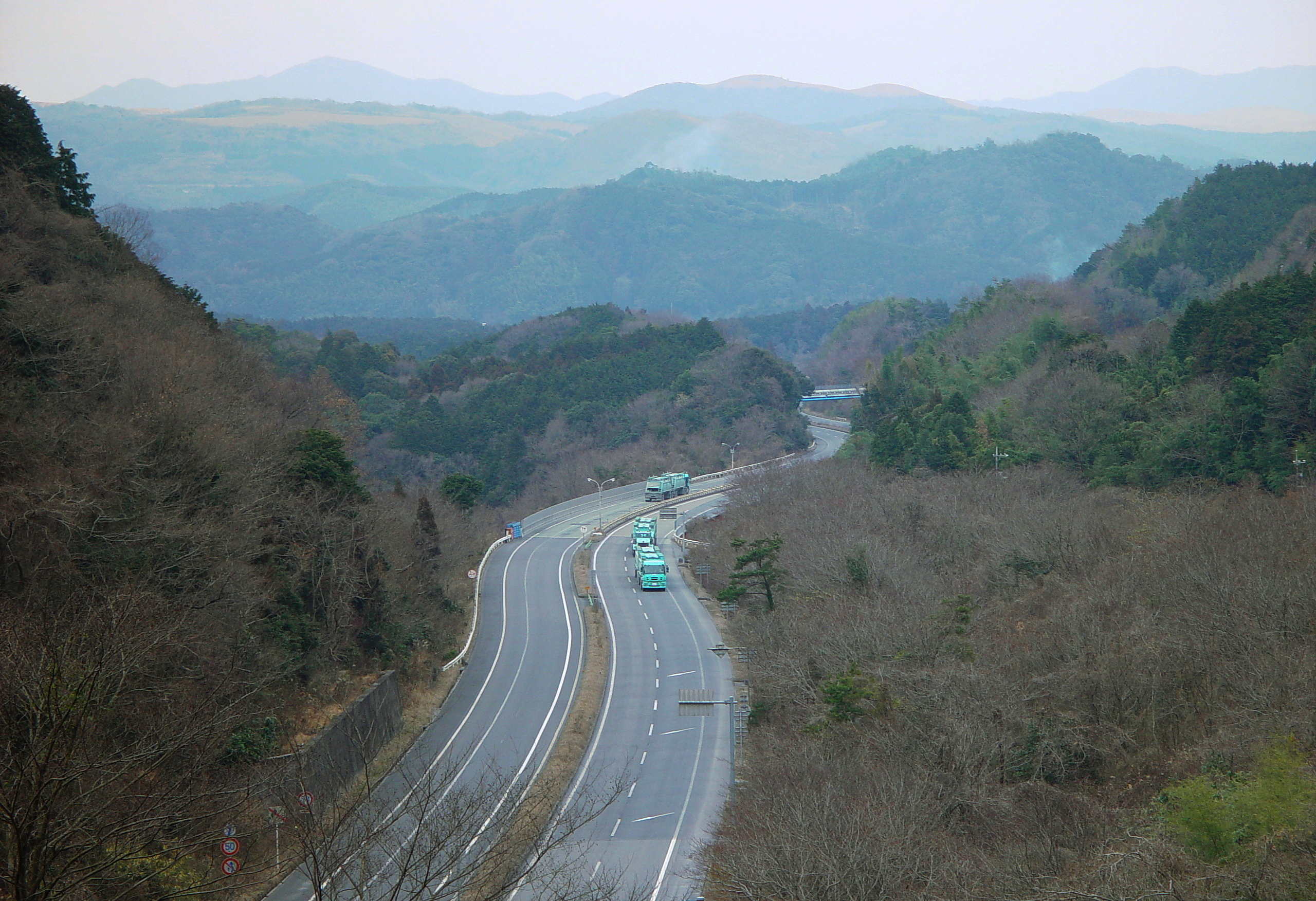
美祢市伊佐町付近（2013年）。

宇部伊佐専用道路（うべいさせんようどうろ）は、山口県宇部市から同県美祢市に至る全長31.94 kmの私道である。UBE三菱セメントが保有し、私道としての延長は日本一長い。UBE（当時の宇部興産）が建設し、供用時の正式名称は、宇部・美祢高速道路（うべ・みねこうそくどうろ）、通称は宇部興産専用道路（うべこうさんせんようどうろ）だったが、2022年（令和4年）のセメント事業分社化に伴いUBE三菱セメントへ移管、道路名称も変更した。
1967年（昭和42年）着工、1972年（昭和47年）から部分供用され、1975年（昭和50年）に興産大橋を除く区間が全通。1982年（昭和57年）の興産大橋供用により、全線が開通した。総工費は200億円。

## 概要

宇部伊佐専用道路全体の空中写真。
2013年2月28日撮影の150枚を合成作成。。

美祢市伊佐町伊佐のUBE三菱セメント（2022年3月末までは宇部興産・建設資材カンパニー）山口工場（伊佐地区）から、宇部市大字小串の同社の山口工場（宇部地区）までを結び、伊佐鉱山で採掘した石灰石と、山口工場（伊佐地区）で製造したセメントの半製品クリンカーを、専用トレーラーで運搬している。同社が所有する敷地内（工場構内）のみを通過し、一般道を走行する車両が侵入できない道路（私道）という位置づけのため、道路交通法や道路運送法、道路運送車両法などの適用は受けない。
完全に一般の交通とは隔離された私道のため、公道に適用される道路交通法などの制限は受けないが、専用道路内を運転するには、私有地の所有者である同社の許可が必要である。作業者は社内審査と講習を受けて、運転資格を取得する事が義務付けられており、制限速度70 km/hを始めとする社内ルールが細部まで厳格に設定され、違反のあった場合は運転許可を取り消されることがある。
経路の途中では中国自動車道と並行して走り、涼木峠（美祢市伊佐町堀越 - 伊佐間）の下を唯一のトンネルである伊佐隧道で貫き、国道2号・山陽新幹線と立体交差し、宇部港の山口工場（宇部地区）まで続いている。宇部港では、橋長1,020メートルの興産大橋で海を渡る。大半の区間が片側2車線で、トンネル内など一部片側1車線の区間が混在するが、宇部市東須恵では宇部湾岸道路 東須恵ICのランプに転用するため、一部区間が片側2車線から同1車線に削減されている。
宇部市大字小串の沖の山地区（沖の山コールセンターとUBEマシナリー本社前のそば、北緯33度56分32.6秒 東経131度13分47.7秒）で一般車両が通行可能な構内道路と平面交差しており、交通遮断と一般車両の誤進入防止のために、鉄道用の踏切警報機と遮断機が設けられている。この踏切は、過去に『ダウトをさがせR』（TBS系列）や『ナニコレ珍百景』（テレビ朝日系列）などのテレビ番組で紹介されたこともある。
2022年に宇部興産が社名を「UBE」に改め、セメント製造事業を三菱マテリアルとの合弁事業会社・UBE三菱セメント (MUCC) に移管したことを受け、ダブルストレーラーのカラーリングを車体更新時に白を基調としたMUCCのコーポレートカラーに改めていくとともに、道路の正式名も2022年10月から「宇部伊佐専用道路」（うべいさせんようどうろ）に改めたことを2022年末の取材への回答で関係者が明らかにしている。また、宇部伊佐専用道路と興産大橋もMUCC及びグループ会社の施設に変更されている。

### 路線データ
- 起点：宇部市 大字小串1978-2、UBE三菱セメント 山口工場（宇部地区）
- 終点：美祢市 伊佐町伊佐4768、UBE三菱セメント 山口工場（伊佐地区）
- 路線延長：31.94 km
- 道路構造令：第1種第3級[7]
- 設計速度：80 km/h
- 車線数：4車線（一部2車線）
- 幅員：22 m（山地部20.5 m、興産大橋18 m）

## 建設に至る経緯
専用道路開通前まで、当時の宇部興産の宇部地区 - 伊佐地区間の石炭・石灰石輸送は、日本国有鉄道（国鉄）の宇部線・山陽本線・美祢線の3線を経由し、美祢駅と伊佐地区工場とを結ぶ貨物専用線を介して行なっていた。最盛期には1日33本のピストン列車が運行され、区間両端の宇部港駅（宇部線）、美祢駅（美祢線）の貨物取扱量は年間約770万t（1978年度）と、当時の国鉄駅ではそれぞれ日本1、2位を記録していた。
しかし、宇部線と美祢線が単線であるなど、1960年代以降はセメント需要の増大に鉄道の輸送力が追いつかなくなった。宇部興産は1950年代から将来の輸送力不足を見越し、沿線関係各社で構成する美祢線・山陽線・宇部線3線強化期成同盟を1957年（昭和32年）結成。国鉄の利用債を購入し、宇部線と美祢線の改良（レール・枕木・道床の改良、信号場設置、ヤード延伸、主要駅の改良、車両更新）、山陽本線宇部駅 - 厚狭駅間の三線化を推進した。
これらの対策は1968年（昭和43年）までに完成し、ピストン列車の運行は従前の1日16本から33本へと拡大したが、美祢線は地形上の制約から複線化が困難で、なお将来の輸送力不足が懸念された。そこで当時の宇部興産社長だった中安閑一は旧船木鉄道を活用した専用貨物線の建設も国鉄側へ提案したが、国鉄は中安の求めるタイミングに間に合わないと回答し、実現しなかった。
宇部興産は一般道路経由のトラック輸送も併用していたが、渋滞のため安定輸送への信頼性を欠き、また地元地域の一般交通にも負荷を生じさせていた。これらの課題を一挙に解消し、将来的な地域開発に資する手段として中安は専用道路の建設を決定。貨物線構想もあった旧船木鉄道のルートと並行する形で、トラックも走行可能な高速道路規格の道路を建設することにした。
他方、当時の国鉄では労使関係の悪化によりストライキが多発していたが、宇部伊佐間についてはストの実施がトラック輸送への切り替えに繋がりかねず、スト対象から除外した上で「ストップしないピストン列車」として喧伝していた。宇部興産運送部もこの点は評価し、スト対策で専用道路を建設したわけではなく、地域開発のための専用道路建設が結果的にスト防止にも繋がったと説明している。
新設する輸送手段として、道路以外にもベルトコンベアもしくは専用鉄道を敷設することも検討されたが、ベルトコンベアは経済的でこそあるが輸送できる貨物が限られること、専用鉄道は国鉄との競合になることを理由に採用されず、長期的かつ多目的に利用可能であり、建設過程で出た土砂に含まれる粘土や硅石をセメントの原料として活用でき、地域振興にも資するとして、中安は道路建設を選択した。検討過程で「最も経済性を備えていない」と指摘された道路の建設は、その莫大なコストゆえに社内外の猛反発を招いたが、中安は先述の理由を挙げて道路建設の利を説きつつ計画を推進した。
専用道路の供用とともに鉄道による輸送量は減少し、1998年に同区間での鉄道による石灰石輸送は終了、山陽本線宇部駅 - 厚狭駅間に設けられた三線の専用線も廃止された。

## 路線状況

### 主なトンネルと橋
道路構造物として、興産大橋（後述）、伊佐トンネル（延長860m）のほか、橋梁13箇所、道路上のオーバーブリッジ13箇所、道路下のカルバート58箇所、インターチェンジ4箇所を有している。

#### 興産大橋
興産大橋（こうさんおおはし）は、宇部市大字小串と同市大字西沖の山の間の宇部港内（厚東川河口）を跨ぐ橋として、1982年（昭和57年）3月に開通。設計・施工・建材製造の全てを、当時の宇部興産とその子会社・関連会社が行なったものである。これが可能となった背景には、当時の宇部興産本体及び関連会社の富士車輌が鋼構造物工事の建設業許可を持ち、鋼橋の製作を手がけていたことや子会社に建設コンサルタントである宇部興産コンサルタント（現・UICコンサルタント）が存在したことによるところが大きい。
運河の航路を確保するために36メートルの桁下高が必要であった一方、橋の起終点が人工島（海底炭田跡）で標高が低いことから、橋の中央部に向かって6%の急勾配となっている。
当時、上部工工事の宇部興産宇部鉄工所・富士車輌共同企業体の代表責任者を務めた元宇部興産専務・藤野清の回顧によれば、宇部港沖の海苔漁場に影響を与えずに建設する必要があったため、基礎杭の鋼管重量6,400トン、上部構造の重量10,000トンという巨大な橋梁を一括架橋するという手法が採用された。
橋梁は4つの部分に分けて工場で製作し、本州四国連絡橋の架橋用に建造された世界最大級（3,000トン吊）のフローティングクレーン船「武蔵」で吊り上げて宇部港まで運搬。橋台に設置する作業は長岡技術科学大学教授（当時）・笹戸松二の監修の下で、横河工事（現・横河ブリッジ）と日本鋼管（現・JFEエンジニアリング）の共同企業体の協力により行われた。これら一連の工事は、21ヶ月間で無事故のうちに完工した。
興産大橋は、1982年（昭和57年）に日本鋼構造協会の業績賞を受賞、翌1983年（昭和58年）には民間企業発注の橋としては初めて土木学会田中賞を受賞している。

## 地理

### 通過する自治体
- 山口県
  - 宇部市 - 山陽小野田市 - 宇部市 - 美祢市

### 交差・接続する道路
下記はすべて立体交差である。インターチェンジ記載のある道路のみ、ランプとゲート（通常は閉鎖）にて接続する。
- 山口県道354号妻崎開作小野田線（宇部市東須恵）
- 国道190号（宇部市東須恵） - 岡田屋インターチェンジ
- 山口県道29号宇部船木線（宇部市大字際波）
- 山陽自動車道宇部下関線（山陽小野田市大字有帆）
- 国道2号〔国道9号〕（宇部市大字船木）
- 山口県道30号小野田美東線（宇部市大字船木） - 船木インターチェンジ
- 山口県道224号西万倉山陽線（宇部市大字西万倉）
- 山口県道355号奥万倉厚狭線（宇部市大字西万倉）
- 中国自動車道（美祢市伊佐町堀越）
- 山口県道232号奥万倉山陽線（美祢市伊佐町堀越）
- 山口県道37号宇部美祢線（美祢市伊佐町堀越）
- 国道435号（美祢市伊佐町伊佐） - インターチェンジ

## 使用車両
1981年にアメリカ合衆国から試験的に1セット輸入したのち、国産メーカーで同社にトラクタを供給していた三菱自動車工業（現・三菱ふそうトラック・バス）といすゞ自動車がトレーラーを開発し、運用に供した。その後、さらに大量輸送の可能性を模索しトリプルスを開発、2000年代初頭まで2代目が活躍していた。なお、鉄道輸送が主体であったこれらの輸送は徐々に切り替えられ、1998年からは全量がこの専用道路での輸送となっている。
現在は、1台のトレーラーヘッドが44トン積みトレーラーを2両連結して牽引するダブルストレーラーが運用されている。
トレーラーヘッドには、興産大橋に存在する6%の上り坂でのゼロ発進に対応可能なトルクと、120トンのトレーラーを時速70キロメートルで牽引可能なパワーが要求されるが、走行範囲には公道が含まれないため、道路運送車両法・同保安基準への適合は要求されず、国内で一般市販されている車両よりも高出力の輸出用エンジンを搭載した車両や、海外市場向け車両が充当される。公道を走行しないことからナンバープレートは付かないが、運行会社・メーカー区分用の番号票が取り付けられており、トラクターは約8年・走行150万キロメートルサイクルで車両更新される。

### 専用車の詳細
超大型のセミトレーラーである専用車は、1981年にアメリカ（マック）製が試験的に1セット輸入され、国産メーカーで同社にセミトラクタを供給していた三菱自動車工業（現・三菱ふそうトラック・バス）といすゞ自動車は当初難色を示していたが、並走する美祢線より輸送コストが安いメリットに着目。
三菱ふそうはエンジンとトランスミッション、いすゞはトランスミッションに輸入品を用いていたが、ともかく当時としては日本国内最高出力のトレーラを完成させ、運用に供したのであった。その後、さらに大量輸送の可能性を模索しトリプルスを開発。ところがダブルスが525 - 600馬力でGCW105トンを牽引するのに対し、GCWが157トンにおよぶトリプルスを時速70キロメートルで走らせるには800馬力は必要とされたが、全幅2.5メートルに収まらない大きさのエンジンが想定された。三菱といすゞは再び難色を示すも、宇部興産が開発費を援助する形で各1セットが納入され、2000年代初頭まで2代目が活躍していた。
この車両はトレーラーの1両目と2両めの中間にパワードーリー（310PSの直6インタークーラーターボ）を連結したもの。また、為替変動と低コスト化を図る目的からボルボ、メルセデス・ベンツ、ケンワース、スカニア製を採用し、軽量化の目的でエアサスペンションやオールアルミ製のトレーラも導入された。

### 使用車両一覧
- ケンワース：T604型・T608型・T609型
- いすゞ自動車：LDG-EXZ52AJ改・EXZ52CK-XRR-M改[5]
- 三菱ふそう：FV50L型
- スカニア：R580 LA6X4HSZ型[11]

## 輸送目的以外での使用
宇部・美祢・山陽小野田産業観光推進協議会が実施する「産業観光バスツアー」では、当道路をテーマとしたガイドツアーが随時実施されている。
1994年（平成6年）に開催された広島アジア競技大会では、この道路を使用して自転車のロードレース競技が行われた。道路脇にある「宇部興産専用道路」の看板はこのとき設置されたものである（2022年11月18日撤去済みを確認）。
2024年（令和6年）12月8日に、自転車のロードレース「うべサイクルカップ」が、広島アジア競技大会ロードレース部門の開催以来30年ぶりに本道路の船木インターから流川までの往復18.2㎞において行われ、プロチーム・ヴィクトワール広島の選手や経験者、一般、小学生など計228人が出場した。

### フィクション作品での使用
映画『釣りバカ日誌12 史上最大の有給休暇』では主人公たちが興産大橋を走行する場面がみられた。
内田康夫の推理小説『汚れちまった道』（浅見光彦シリーズ）では、主人公・浅見光彦が宇部から美祢までの短絡ルートとして、山口県警察から特別許可を得て興産道路を利用する描写があった。

### 災害発生時における警察車両等の通行
2024年（令和6年）8月27日、UBE三菱セメントと山口県警察は、災害発生時に警察車両等が宇部伊佐専用道路を通行するための協定を締結した。